# San Jerónimo (Cusco)
San Jerónimo es una localidad peruana ubicada en la región Cuzco, provincia de Cusco, distrito de San Jerónimo. Se encuentra a una altitud de m s. n. m.  Tiene una población de habitantes en 1993.
Las calles del pueblo de San Jerónimo fueron declarados monumentos históricos del Perú el 23 de julio de 1980 mediante el RMN° 0928-110-ED.

## Clima es según a los meses
| Parámetros climáticos promedio de San Jerónimo | Parámetros climáticos promedio de San Jerónimo | Parámetros climáticos promedio de San Jerónimo | Parámetros climáticos promedio de San Jerónimo | Parámetros climáticos promedio de San Jerónimo | Parámetros climáticos promedio de San Jerónimo | Parámetros climáticos promedio de San Jerónimo | Parámetros climáticos promedio de San Jerónimo | Parámetros climáticos promedio de San Jerónimo | Parámetros climáticos promedio de San Jerónimo | Parámetros climáticos promedio de San Jerónimo | Parámetros climáticos promedio de San Jerónimo | Parámetros climáticos promedio de San Jerónimo | Parámetros climáticos promedio de San Jerónimo |
| Mes                                            | Ene.                                           | Feb.                                           | Mar.                                           | Abr.                                           | May.                                           | Jun.                                           | Jul.                                           | Ago.                                           | Sep.                                           | Oct.                                           | Nov.                                           | Dic.                                           | Anual                                          |
| ---------------------------------------------- | ---------------------------------------------- | ---------------------------------------------- | ---------------------------------------------- | ---------------------------------------------- | ---------------------------------------------- | ---------------------------------------------- | ---------------------------------------------- | ---------------------------------------------- | ---------------------------------------------- | ---------------------------------------------- | ---------------------------------------------- | ---------------------------------------------- | ---------------------------------------------- |
| Fuente: Accuweather                            |                                                |                                                |                                                |                                                |                                                |                                                |                                                |                                                |                                                |                                                |                                                |                                                |                                                |